# Yuki Oshitani
Yuki Oshitani (født 23. september 1989) er en japansk fodboldspiller, som spiller for den japanske fodboldklub Tokushima Vortis.